# Ostkirchliches Institut Regensburg
Das Ostkirchliche Institut Regensburg (OKI) wurde als Einrichtung der Deutschen Bischofskonferenz gegründet, um Theologiestudenten aus den orthodoxen Kirchen bei ihrem Studium an katholisch-theologischen Fakultäten in Deutschland zu unterstützen.
Es organisiert außerdem gemischte katholisch-orthodoxe Symposien und veröffentlicht unter dem Titel Orthodoxia ein Verzeichnis der orthodoxen Bischöfe. Träger des Instituts ist der Verein zur Förderung des Ostkirchlichen Instituts Regensburg e. V.

## Geschichte
Die Initiative für diese Einrichtung ging 1960 von den damaligen Seminaristen des Germanikums Nikolaus Wyrwoll und Albert Rauch aus. Nach einer Reise durch orthodoxe Länder wiesen sie die im Vatikan zuständige Glaubenskongregation darauf hin, dass der Antimodernisteneid mit einer Gehorsamsformel gegenüber dem Papst ein Hindernis für das Studium orthodoxer Studenten und Priester an katholischen Fakultäten sei.
Die Arbeit des OKI begann am Ostertag 1967 mit einem Besuch des Regensburger Bischofs Rudolf Graber beim Ökumenischen Patriarchen Athenagoras in Konstantinopel.
Von 1976 bis 2012 konnten die orthodoxen Studenten im ehemaligen Kapuzinerkloster Regensburg leben, das vom Institut für diesen Zweck hergerichtet worden war. Zahlreiche von ihnen bekleiden inzwischen hohe Ämter in ihren Kirchen.
Die Begleitung der Studenten erfolgt seit 2013 in Paderborn am Johann-Adam-Möhler-Institut. Fachtreffen, Dialoge und Tagungen zur Vertrauensbildung und -erhaltung werden sowohl von dort als auch von anderen Einrichtungen (wie Institut für Ökumenische Studien Fribourg, Pro Oriente Wien, gemeinsamer orthodox-katholische Arbeitskreis St. Irenäus Paderborn) fortgeführt.
Anlässlich des Wechsels der Begleitungsaufgabe nach Paderborn wurden beide Rauch und Wyrwoll, nunmehr beide als Prälaten, mit der Bonifatius-Medaille der Deutschen Bischofskonferenz ausgezeichnet.
Prälat Rauch verstarb am 10. Januar 2015. Prälat Wyrwoll begleitete die Redaktion für Orthodoxia (zusammen mit dem Institut für Ökumenische Studien der Universität Fribourg), die Herausgabe der Reihe Epiphania, die Begleitung der Ehemaligen sowie die Verleihung der Silbernen Rose bis 2023 von Konstantinopel/Istanbul aus; 2024 kehrte er nach Deutschland zurück.
Mit dem Wiederaufbau kirchlicher Strukturen im Osten sowie einer nunmehr durchorganisierten ostkirchlichen Diaspora im Westen haben sich die früheren Rahmenbedingungen deutlich verändert. Daher wurde 2016 das Ostkircheninstitut der Diözese Regensburg als Neukonzeption  bei gleichzeitiger Einbindung in die Diözesanstruktur konstituiert. Direktor wurde P. Dietmar Schon OP. Es soll auch in Zukunft Beiträge zur besseren wechselseitigen Kenntnis östlicher und westlicher Tradition sowie zum Auftrag einer Wiederherstellung kirchlicher Einheit in Vielfalt leisten. Das Stipendienprogramm ist nun beim Johann-Adam-Möhler-Institut für Ökumenik in Paderborn angesiedelt.